# Блонский, Павел Петрович
Па́вел Петро́вич Бло́нский (14 (26) мая 1884, Киев — 15 февраля 1941, Москва) — русский и советский философ, педагог и психолог. Является одним из основоположников советской педологии.

## Биография
Родился в Киеве. В 1902 году поступил на историко-филологический факультет Университета св. Владимира, который окончил в 1907 году, получив золотую медаль за работу «Проблема реальности у Беркли». Интересовался античной философией, опубликовал ряд работ по гносеологии и этике. Переехав в Москву, стал вольнослушателем на историко-филологическом факультете Московского университета, по окончании которого в 1910 году был оставлен на кафедре философии для подготовки к профессорской деятельности. Об этом периоде он написал в своих воспоминаниях: «Л. М. Лопатин был спиритуалистом. К его спиритуалистической метафизике я относился холодно. Я не был ни в малейшей степени лопатинцем. Положительные взгляды Л. М. Лопатина казались мне старомодным, отжившим московско-славянофильским философствованием».
С 1913 года — приват-доцент. Примкнул к партии эсеров, неоднократно подвергался аресту, однако в 1917 году порвал с ними, сблизился с большевиками. После революции испытывал нужду, занялся преподавательской деятельностью. Познакомился с Г. И. Челпановым, при содействии которого окончательно переехал из Киева в Москву и занялся психологическими исследованиями, став аспирантом Челпанова.
С 1919 года руководил Московской академией народного образования. Его взгляды всё больше расходятся с взглядами Челпанова, поскольку Блонский стремится к перестройке психологии на основе материалистического мировоззрения. Блонский был не столько материалистом, сколько противником интроспекционизма, который к тому времени уже давно утратил позиции на Западе под натиском бихевиоризма, однако сохранял позиции в России, где у него были такие известные сторонники, как Г. И. Челпанов, Н. О. Лосский, С. Л. Франк и др. Противопоставляет интроспекционизму естественнонаучный подход. Рассматривая психологию как науку о поведении, повторяет постулаты бихевиоризма.
В 1920-е гг. исключительно плодотворен, выпустил ряд учебников, в том числе школьных, статьи его публикуются за рубежом. По рекомендации Н. К. Крупской становится членом научно-педагогической секции Государственного учёного совета, участвует в разработке учебных программ и в школьной реформе, пользуется поддержкой А. В. Луначарского.
В 1924—1928 годах заинтересовался педологией, позднее разочаровался в ней. Тем не менее, спорил со сторонниками «социогенетизма», т. e. формирования характера средой: считал, что заложенные природой стадии развития человека (которые он понимал сугубо материально) нельзя ускорить. Позднее в книге «Очерки детской сексуальности» (1935) выступает с критикой психоанализа.
Круг исследуемых им проблем был чрезвычайно широк. В частности, разрабатывал проблемы, смежные для психологии и педагогики. Сформулировал генетическую (стадиальную) теорию памяти, согласно которой различные виды памяти — моторная, аффективная, образная и вербальная — описываются как этапы развития человека, его речи и мышления, изменения им окружающей действительности.
В конце жизни работал в Институте психологии в Москве, болел туберкулёзом. После выхода постановления ЦК ВКП(б) «О педологических извращениях…» (1936) подвергся травле.

Особо надо сказать в этой связи о Блонском. Он послал Бубнову письмо, где вообще отказался понимать и принимать постановление о педологии. Для того времени это была неслыханная, невероятная, просто отчаянная смелость, и может быть, поэтому Блонского не тронули (как, по рассказам, не тронули Буденного, после того как он отстреливался из пулемета от приехавших его арестовать офицеров НКВД). Впрочем, адресат письма, А. С. Бубнов, как и Бауман, очень скоро был объявлен «врагом народа» и расстрелян.
— Леонтьев А.А., Леонтьев Д.А., Соколова Е.Е. Алексей Николаевич Леонтьев: деятельность, сознание, личность. М.: Смысл, 2005
Были арестованы два его сына.

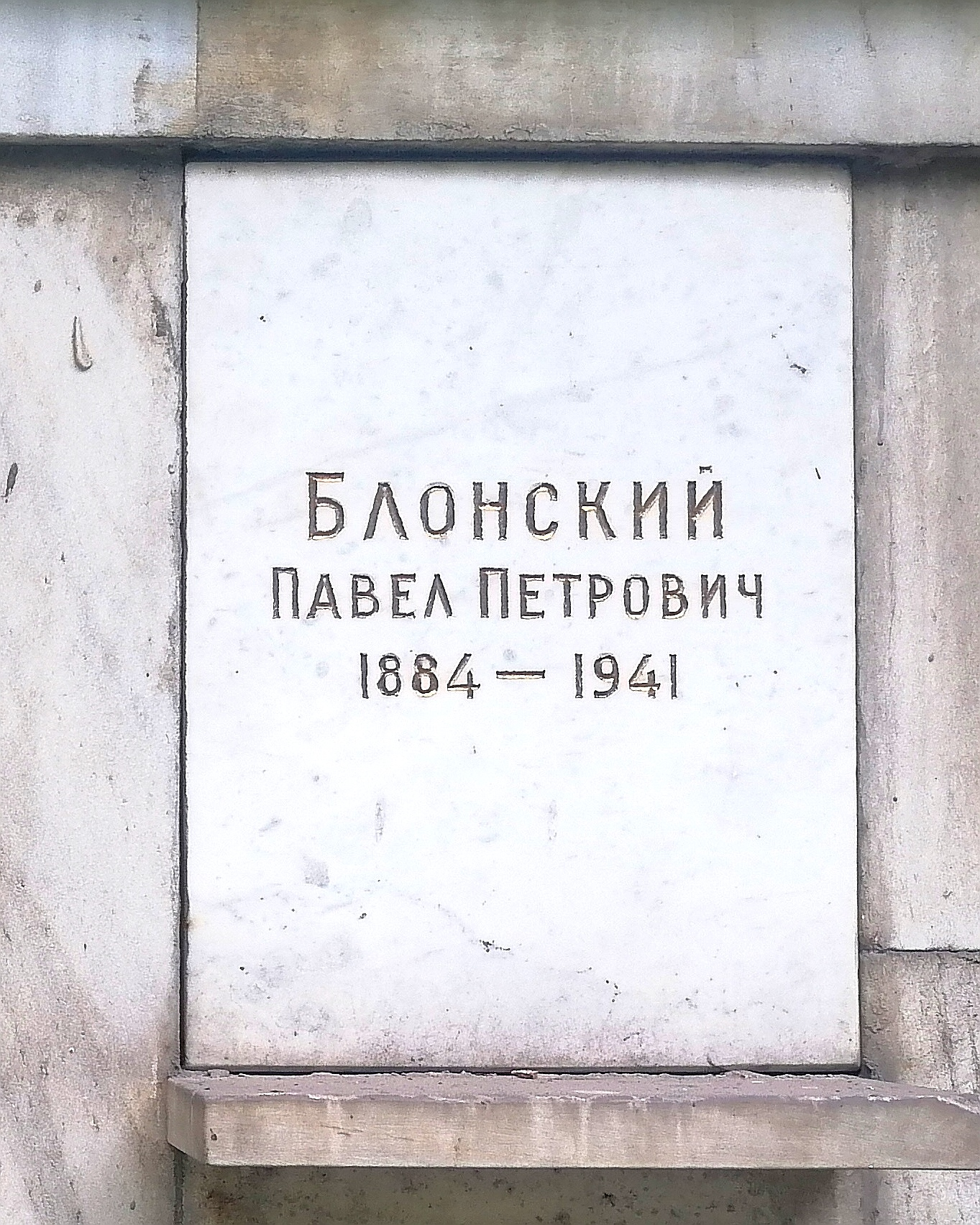
Захоронение на Новодевичьем кладбище

Умер 15 февраля 1941 г. от туберкулёза, находясь в больнице. Похоронен на Новодевичьем кладбище (колумбарий на старой территории, у уч. 2).
После смерти его имя около 20 лет не упоминалось в психологической литературе, тем более, что в советской психологии в то время одержали верх сторонники «социогенетизма», а Блонский всегда был противником этой теории.
Своей научной школы не создал, хотя многие его идеи развивает ряд современных психологов (в частности, Т. Д. Марцинковская).

## Основные труды
- Блонский П. П. Проблема реальности у Беркли. — Киев: «Типография Императорского Университета Св. Владимира», 1908.
- Блонский П. П. О национальном воспитании. — М.: «Типолитография И. Н. Кушнерев и Ко», 1915.
- Блонский П. П. Философия Плотина. — М.: Т-во Типографии А. И. Мамонтова, 1918. 368 с.
- Блонский П. П.Реформа науки. — Издание Отдела Народного Образования М. С. Р. и К. Д., 1920 (внутри указан 1919-й год). 49 с.
- Блонский П. П. Психологические очерки. — М.: «Новая Москва», 1927.
- Блонский П. П. Педология в массовой школе первой ступени. — М.: «Работник просвещения», 1930.
- Блонский П. П. Педология. — М.: «Учпедгиз», 1934.
- Блонский П. П. Очерки детской сексуальности. — М.: «Центральный институт охраны здоровья детей и подростков», 1935.
- Блонский П. П. Память и мышление. — М., Л.: «СОЦЭКГИЗ», 1935.
- Блонский П. П. Избранные педагогические произведения. — М.: «Академия педагогических наук РСФСР», 1961.
- Блонский П. П. Избранные психологические произведения. — М.: «Просвещение», 1964.
- Блонский П. П. Избранные педагогические и психологические сочинения (в 2 томах). — М.: «Педагогика», 1979. (том 1, том 2).
- Блонский П. П. Память и мышление. — СПб.: «Питер», 2001.
- Блонский П. П. Психология младшего школьника. — М., Воронеж: «МОДЭК», «МПСИ», 2006.
- Блонский П. П. Современная философия. Между идеализмом и наукой. — М.: «ЛИБРОКОМ», 2011.
- Блонский П. П. Борьба с беспризорностью. — М.: «Книга по Требованию», 2012.
- Блонский П. П. Проблема реальности у Беркли. — М.: «ЛИБРОКОМ», 2015.
- Блонский П. П. Философия Плотина. — М.: «ЛИБРОКОМ», 2016.
- Блонский П. П. Педология. — М.: «Юрайт», 2016.
- Блонский П. П. Психология и педагогика. Избранные труды. — М.: «Юрайт», 2016.